# Brasilienkrise 1999
Bei der Brasilienkrise, in Brasilien bekannt als Efeito Samba (Samba-Effekt oder Krise der Abwertung des Real 1999), handelt es sich um eine schwere ökonomische Finanzkrise in Brasilien, dem größten Land Lateinamerikas, im Jahr 1999.

## Vorgeschichte
Seit Mitte der 1980er Jahre lagen die Inflationsraten Brasiliens in Schwindel erregender Höhe. 1990 wurde mit einer monatlichen Inflationsrate von über 80 % der Höhepunkt erreicht. Nach einer vorübergehenden Stabilisierung stieg sie bis 1994 wieder auf über 40 % an.
Eine Lösung sollte der Plano Real bringen: Neben einer Kürzung der Staatsausgaben und Erhöhung der Steuern wurde vor allem im April 1994 der inflationsgeschützte „Unidade Real de Valor“ (URV) als stabile Recheneinheit und daraus im Juli 1994 die neue Währung des Real geschaffen und der bisherige Cruzeiro abgelöst. Um die Stabilität dieser Währung zu sichern, wurde sie über ein Currency Board an den US-Dollar gebunden (siehe: Fester Wechselkurs). Die Inflationsraten in Brasilien wurden durch diese Maßnahme massiv gesenkt, die Wirtschaft erlebte eine Wachstumsphase.

## Die Krise
Da die Inflationsraten in Brasilien trotz der massiven Senkung weiterhin über den Inflationsraten der USA lagen, wertete auch der Real in den Folgejahren systematisch auf. Dies führte zu einem starken Außenhandelsdefizit Brasiliens. Da gleichzeitig auf Konsolidierungsmaßnahmen des Staatshaushaltes in Brasilien verzichtet wurde, kam es zum Zwillingsdefizit, das heißt auch der Staatshaushalt wurde defizitär.
Als Folge dieses Zwillingsdefizites kam es 1998 vermehrt zu spekulativen Positionen auf den Finanzmärkten gegen den Real. Insbesondere als Itamar Franco, ein ehemaliger Präsident Brasiliens und Gouverneur des Bundesstaats Minas Gerais ankündigte, den Schuldendienst seines Bundesstaates einzustellen, kam es zu massiven Verkäufen des Real. Die Zentralbank intervenierte und kaufte Real, um den Kurs zu stabilisieren.
Am 12. Januar 1999 musste der Versuch, den Kurs des Real künstlich hoch zu halten, aufgegeben werden. Der Chef der Zentralbank trat zurück, der Kurs der Real brach in der Spitze um über die Hälfte ein.
Die Folge war ein spürbarer Anstieg der Inflation und ein Wirtschaftseinbruch, der das Land in eine große Finanzmisere stürzte. Erst nach großen Umstrukturierungen konnte diese Krise mit der Zeit abgemildert werden.
Des Weiteren gilt die Brasilienkrise gemeinhin als der letztliche Auslöser der Finanzkrise Argentiniens, da die beiden Nachbarländer starke wirtschaftliche Verflechtungen aufweisen und somit das volkswirtschaftlich bereits angeschlagene Argentinien von der Situation in Brasilien nicht unbetroffen blieb und das Scheitern des in Argentinien 1991 installierten Currency Boards auslöst.